# 東恩內迪區
东恩内迪区（阿拉伯语：‎）是乍得的一个大区，位于该国东北部。首府在阿姆贾拉斯。下分二省。东恩内迪区北与利比亚接壤，东邻苏丹，西邻西恩内迪区，南邻瓦迪菲拉区。东恩内迪区地理上属于撒哈拉沙漠。该地区现任区长是哈桑·德约罗博将军。
该区先前为恩内迪区的一部分，后恩内迪区解体，东恩内迪区于2012年9月4日成立。